# Eagleton Village
Eagleton Village é uma Região censo-designada localizada no estado norte-americano de Tennessee, no Condado de Blount.

## Demografia
Segundo o censo norte-americano de 2000, a sua população era de 4883 habitantes.

## Geografia
De acordo com o United States Census Bureau tem uma área de
8,3 km², dos quais 8,3 km² cobertos por terra e 0,0 km² cobertos por água.

## Localidades na vizinhança
O diagrama seguinte representa as localidades num raio de 20 km ao redor de Eagleton Village.